# 糸魚川バイパス

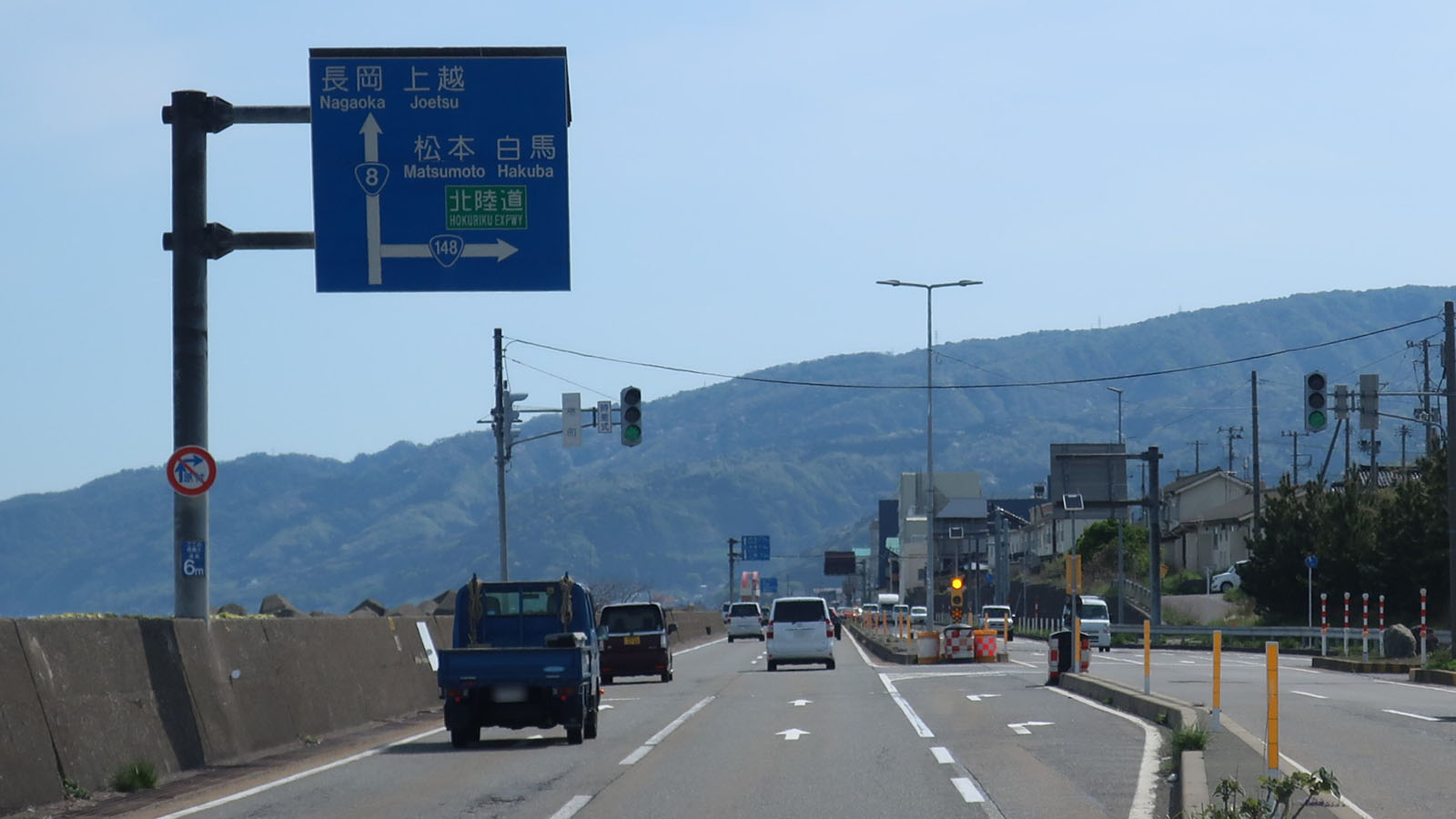
糸魚川バイパス
(国道148号　終点付近)
新潟県糸魚川市横町

糸魚川バイパス（いといがわバイパス）は、新潟県糸魚川市街地を迂回する国道8号のバイパス道路である。

## 概要
糸魚川市街地北側の海岸線を通る。当初から建設省（現・国土交通省）が海岸線を通るルートで計画していたが、1966年（昭和41年）11月に、糸魚川市が姫川港の建設が具体化したことを理由に山側のルートで通すよう要望した。その後、紆余曲折の末、1968年（昭和43年）8月12日に建設省が当初の計画通り法線を海側とすることを発表した。
開通後、現道は新潟県道222号西中糸魚川線になり、開通した区間が現道となっている。冬季には、日本海の荒波が道路脇の防波堤を越え通行止めになることがあったが、海底に人工のリーフ（浅瀬、押上 - 横町間3,260 m）を設置することによって解消した。
2015年（平成27年）5月30日に糸魚川東バイパスの大和川から押上間が開通したことにより、当バイパスの起点付近で現道と糸魚川東バイパスから接続される構造になった。

### 路線データ
- 起点：糸魚川市押上
- 終点：糸魚川市寺島
- 道路延長：3.64 km
- 道路規格：第3種第2級
- 道路幅員：19 m
- 車線数：4車線
- 設計速度：60 km/h

## 歴史
- 1966年（昭和41年）10月7日：金平市長（当時）ら、山側ルート案を建設省（現・国土交通省）へ陳情[6]。
- 1968年（昭和43年）8月12日：建設省（現・国土交通省）が法線を海側と発表[7]。
- 1971年（昭和46年）：着工[1]。
- 1973年（昭和48年）12月7日：糸魚川バイパス開通（暫定2車線）[8]。
- 1975年（昭和50年）9月16日：4車線併用開始[9]。
- 1976年（昭和51年）6月1日：国道148号現道と接続[9]。

## 地理

### 通過する自治体
- 新潟県
  - 糸魚川市

## 主な交差点
- 上側が起点側、下側が終点側。左側が上り側、右側が下り側。
- 交差する道路は、県道以上の道路および立体交差をするもしくは立体交差をする計画の道路。特記がないものは市町道。

| 交差する道路など                        | 交差する道路など                | 交差する場所 | 交差する場所 | 交差する場所             | 備考                                                                |
| --------------------------------------- | ------------------------------- | ------------ | ------------ | ------------------------ | ------------------------------------------------------------------- |
| 糸魚川東バイパス 国道8号 上越・長岡方面 |                                 |              |              |                          |                                                                     |
|                                         | 国道8号（現道）                 | 糸魚川市     | 海川大橋     |                          | 糸魚川バイパス方面のみ接続 糸魚川東バイパス方面への流出入はできない |
|                                         | 新潟県道221号上町屋釜沢糸魚川線 | 糸魚川市     |              | 押上西                   |                                                                     |
|                                         | 新潟県道154号糸魚川停車場線     | 糸魚川市     | 大町         | 糸魚川駅方面             |                                                                     |
|                                         | 国道148号                       | 糸魚川市     | 横町         | 糸魚川IC、白馬、松本方面 |                                                                     |
| 新潟県道487号姫川港線                   | 糸魚川市街方面                  | 糸魚川市     | 寺島         |                          |                                                                     |
| 国道8号 朝日・魚津方面                  |                                 |              |              |                          |                                                                     |

## 接続するバイパスの位置関係
（京都方面）姫川バイパス - 糸魚川バイパス - 大和川バイパス（現道）／糸魚川東バイパス（新道）（新潟方面）